# Rubiera
Rubiera là một đô thị ở tỉnh Reggio Emilia trong vùng Emilia-Romagna, located across the Via Emilia about 50 km về phía tây bắc của Bologna và khoảng 13 km về phía đông nam của Reggio Emilia.
Rubiera giáp các đô thị: Campogalliano, Casalgrande, Modena, Reggio Emilia, San Martino in Rio.

## Đô thị kết nghĩa
- Bjelovar, Croatia
- Neulingen, Đức, từ năm 1991
- Györújbarát, Hungary, từ năm 2005